# Folsomia thalassophila
Folsomia thalassophila är en urinsektsart som beskrevs av Bagnall 1940. Folsomia thalassophila ingår i släktet Folsomia, och familjen Isotomidae. Arten är reproducerande i Sverige.